# Agneta Ekmannerová
Agneta Stensdotter Ekmannerová, nepřechýleně Agneta Stensdotter Ekmanner, známá také jako Agneta Cornell (* 4. prosince 1938 Stockholm) je švédská divadelní, filmová a televizní herečka a televizní moderátorka. Od roku 1964 vytvořila více než 50 filmových a televizních rolí. V počátcích kariéry krátce pracovala také jako modelka.
Mezi nejznámější a nejvýznamnější filmy, ve kterých hrála, patří dánské krimi drama Per z roku 1975 (za postavu Marianne Lorentzen v tomto filmu získala dánské filmové ocenění „Bodilprisen“ jako herečka v hlavní roli) a série filmů z let 1993–1994 s hlavní postavou Martina Becka, natočených v koprodukci Švédska a Německa, podle knižních předloh autorské dvojice Maj Sjöwallová a Per Wahlöö. V roce 1998 se jako spoluautorka podílela na knize Försök om teater (Experimenty v divadle), kde formulovala a vysvětlila své názory na divadlo a herecké umění.

## Život a dílo
Agneta Stensdotter Ekmannerová se narodila v roce 1938 ve farnosti Sankt Göran v centrální části Stockholmu. Studovala politologii a historii na univerzitě v Lundu v jižním Švédsku, ale tato studia nikdy nedokončila. Již během univerzitních studií hrála v letech 1963–1964 ve studentském divadle a na základě toho se rozhodla plně věnovat herectví.  

### Divadelní škola a angažmá
V letech 1965–1968 vystudovala Divadelní školu v Malmö (švédsky Teaterhögskolan i Malmö, anglicky Malmö Theatre Academy), která tehdy byla také součástí Lundské univerzity. Ve stejném ročníku s ní byli např. herci Thomas Hellberg nebo Claire Wikholm. Po absolvování v Malmö získala své první angažmá v ve Stockholmském městském divadle (Stockholms stadsteater), kde působila dvacet let až do roku 1989 (po většinu doby zde hrál také již zmíněný Thomas Hellberg).
V 70. letech byla také hodně aktivní jako televizní moderátorka. V roce 1970 byla najata do televizního diskusního pořadu Eftersnack,  později moderovala také další televizní debatní pořady, například Sånt är livet (1977) a Nattugglan (1978). V roce 1989 nastoupila do Královského dramatického divadla (švédsky Kungliga Dramatiska Teatern, hovorově zkráceně Dramaten). Do tohoto divadla ji zlákal Ingmar Bergman pro inscenaci Markýz de Sade. Na této scéně, která je švédským národním divadlem, pak působila až do odchodu do důchodu.

### První filmové role
Zahrála si ve filmu Láska 65, ale byla to tak malá role, že ani nebyla uvedena v titulcích. Jednu z prvních větších filmových rolí ztvárnila ve filmu Puss & kram z roku 1967 (v Československu promítán pod názvem Pac a pusu), který byl natočen jako nízkorozpočtový experiment. Další velkou roli pak dostala v psychologickém dramatu Duet pro kanibaly z roku 1969.
Tento film byl scenáristickým a režijním debutem Susan Sontagové. I když se film natáčel ve Stockholmu a ve švédštině, scénář režisérka napsala anglicky, protože švédský jazyk dle vlastních slov neovládala dostatečně. Film měl premiéru v květnu 1969 na MFF v Cannes a hlavní role vedle Agnety Ekmannerové (postava Ingrid) dále vytvořili italská herečka Adriana Astiová (Francesca), Lars Ekborg (Bauer) a Gösta Ekman (Tomas). Jako zajímavost lze uvést, že Gösta Ekman a Agneta Ekmannerová o mnoho let později (1993–1994) společně hráli v sérii filmů podle několika románů Maj Sjöwallové a Per Wahlöö. 

### Dánské filmové ocenění
V roce 1974 (dánská premiéra filmu 22. ledna 1975) získala roli Marianne Lorentzen v dánském psychologickém krimi dramatu Per režiséra Hanse Kristensena, která je považována za její nejvýznamnější a za svůj výkon obdržela dánské filmové ocenění „Bodilprisen“ v kategorii nejlepší ženský herecký výkon v hlavní roli. Film byl také vybrán jako dánský kandidát na nejlepší cizojazyčný film pro 48. ročník udílení Oscarů, ale nebyl nominován.
Teprve druhý celovečerní hraný film, kde Hans Kristensen byl režisérem, zachycuje příběh drobného zloděje ze čtvrti Vesterbro v hlavním dánském městě Kodani. Per Hansen (hraje Ole Ernst) je najat bezohledným ředitelem jedné firmy a má v rámci pojistného podvodu založit požár v jeho továrně. Ale pokazí to a zraní jednoho člena ochranky. Ředitel ho ukryje na odlehlé farmě ve Švédsku. Přes obrovské společenské a kulturní rozdíly zde mezi Perem a ředitelovou ženou vznikne silný milostný vztah. Per je však nakonec všemi zrazen.
Postava tohoto zloděje se vyskytuje již v prvním filmu režiséra Útěk z roku 1973, který byl také dobře hodnocen.  Film Per získal ještě lepší recenze než předchozí Útěk a současně si vedl velmi dobře v kinech. Byl to dánský film na mezinárodní úrovni, který kombinoval dobrou kriminální zápletku s psychologicky propracovaným milostným příběhem a jednáním dalších postav. Hans Kristensen o této postavě nakonec natočil celou trilogii, v roce 1976 vznikl ještě film Slepý kamarád. Scénář filmu Per po úspěchu filmu vyšel také v románové podobě.

### Filmy podle „Románů ozločinu“
Autorská dvojice Maj Sjöwallová a Per Wahlöö napsala sérii tzv. 10 románů o zločinu. Zdaleka nešlo jen o detektivky, a právě tento přesah románů způsobil, že byly přeloženy do více než 40 jazyků a autorům zajistil celosvětovou proslulost. Současně jsou považováni za zakladatele subžánru detektivní a krimi literatury, který je v angličtině označován jako „Nordic noir“, i když tento termín vznikl až později.
Do konce 80. let bylo zfilmováno několik románů, oceňován diváky i kritiky je zejména film Muž na střeše režiséra Bo Widerberga, který byl v ČR a na Slovensku znovu promítán v desítkách kin v lednu 2024 v rámci Festivalu Scandi. Filmy ale vznikly v různé době, s různými režiséry a dokonce v různých zemích: osmý román Záhada zamčeného pokoje byl pod stejným názvem natočen jako televizní film v roce 1986 v Československé televizi (režie Pavel Háša).  
Na počátku 90. let se koprodukce Švédska a Německa rozhodla natočit všechny zbylé, dosud nezfilmované romány, a kromě toho již podruhé také první román Roseanna. V letech 1993–1994 tak bylo víceméně souběžně a se stejnými herci natočeno šest filmů. Gösta Ekman (se kterým Agneta Ekmannerová hrála již ve filmu Duet pro kanibaly z roku 1969) vytvořil hlavní postavu Martina Becka ve všech šesti filmech.
Agneta Ekmannerová hrála postavu Grety Hjelmové ve čtyřech z těchto filmů, které byly natočeny podle již zmíněného prvního románu Roseanna, podle pátého románu Zmizelé hasičské auto, podle šestého Policie pomo pije a devátého Vrah policistů. A právě tato série filmů podle knižních předloh je např. podle Internet Movie Database považována vedle filmu Per jako nejvýznamnější a nejzdařilejší v její filmografii.

### Další role a aktivity
Zejména v 90. letech hrála také v několika televizních seriálech. Odchod do důchodu nesla velmi těžce. Proto po několika letech hledala znovu herecké a jiné příležitosti. Získala např. hlavní roli v Městském divadle Göteborg, v autobiografickém divadelním monologu Rok magického myšlení americké spisovatelky a novinářky Joan Didionové. Namluvila také několik audioknih, zejména impresionistický román Paní Dallowayová od anglické spisovatelky Virginie Woolfové, který vyšel v reprezentativním souboru šesti klasických románů.

### Osobní život
Jejím manželem byl od roku 1965 až do jeho úmrtí v říjnu 2022 režisér, scenárista a producent Jonas Cornell (hrála v jeho již zmíněném filmu Pac a pusu z roku 1967). Proto je známá také pod jménem Agneta Cornell. Společně žili v krásném domě z 19. století v Norra Djurgården nedaleko centra Stockolmu a měli dvě děti: syna Johannese Cornella a dceru Fridu Cornellovou (Jonas Cornell měl ještě dceru Claru z prvního manželství).

## Výběrová filmografie
- 1965 Láska 65: drama, scénář a režie Bo Widerberg
- 1967 Pac a pusu: komedie, scénář a režie Jonas Cornell
- 1969 Duet pro kanibaly: psychologické drama, scénář a režie Susan Sontagová
- 1975 Per: dánský psychologický krimi film, režie Hans Kristensen; nejlepší herečka v hlavní roli (dánská filmová cena „Bodilprisen“)
- 1993 Roseanna: podle románu Roseanna (Maj Sjöwallová, Per Wahlöö)
- 1993 Brandbilen som försvann: podle románu Zmizelé hasičské auto (Maj Sjöwallová, Per Wahlöö)
- 1993 Polis polis potatismos!: podle románu Policie pomo pije (Maj Sjöwallová, Per Wahlöö)
- 1994 Polismördaren: podle románu Vrah policistů (Maj Sjöwallová, Per Wahlöö)
- 2000 Ztraceni beze stopy: krimi thriller, režie Jon Lindström